# Fabrice Auger
Fabrice Auger, né le 13 octobre 1981 à Reims, est un pilote motocycliste.

## Palmarès
2003
- Débuts en compétition, 3 courses Promotion, 2 courses en Promosport 600 cm3 #13

2004
- 23e de la Coupe de France 600 Promosport #55

2005
- 3e de la Coupe de France 600 Promosport sur Kawasaki ZX6-RR, 4 podiums, 1 victoire, 1 record du tour en course #12
- Participation aux 24 heures du Mans et au Bol d’Or (Kawasak Scratch Moto #49)

2006
- 5e du Championnat de France Open Stocksport Yamaha R1 - Sky Motos #112
- 8e de la Coupe de France 1000 Promosport - Sky Motos #12
- Championnat du monde d’endurance – Team Power power #68

2007
- 21e du Championnat de France Superbike #16
- Vainqueur du Bol d'or en catégorie Superproduction (7e au classement général) et participation au 24 h du Mans et 8 h de Doha #38
- 5e du Dark Dog Tour (3 victoires : Reims, Val-de-Reuil, Magny-Cours et vainqueur des Trophées des circuits et des étapes de nuit) #118

2008
- 15e du Championnat de France Supersport (Forfait pour la dernière course) #16
- Championnat du Monde d'Endurance avec AM Moto Racing #110 (10 des 24 h du Mans, 7e des 8 d'Orschlersleben, abandon au Bol d'or)
- Dark dog Tour #116
- Participation au 8 h de Doha avec ABG Performance #134